# Nabor Soliani
Nabor Soliani (Brescello, 1º novembre 1850 – Genova, 14 settembre 1930) è stato un ingegnere e politico italiano.

## Biografia
Laureato in ingegneria a Milano, si specializza in ingegneria navale alla Scuola Navale Superiore di Genova. Subito dopo entra al Ministero della Marina, dove ricopre il ruolo di capo della divisione del servizio macchine e progettazione. Nel 1897 si congeda dalla Marina col grado di colonnello. Dopo una sola legislatura, nel corso della quale firma numerosi progetti assieme a Benedetto Brin torna alla progettazione lavorando per 25 anni ai cantieri navali della Ansaldo, di cui diviene direttore e membro del consiglio di amministrazione della società. È stato membro del Consiglio di amministrazione della Società Nazionale di Navigazione e della Transatlantica Italiana, dal 1910 al 1922 è stato membro del Consiglio del Registro Navale Italiano.
Al Soliani si devono i progetti della vasca navale di La Spezia, prima in Italia, delle navi classe Agordat, della Regia nave per trasporto acqua Tevere, del transatlantico Duilio e del monitore Faà di Bruno.